# リンダ・ペトゥルスドチル
リンダ・ベトゥルスドチル（Linda Pétursdóttir, 1969年12月27日 - ）は、ミス・ワールド1988で優勝した人物。名前のカタカナ表記はFOCUSの報道に従う。
1969年12月27日、アイスランド北部・ノルズルシンク自治体フーサヴィークに生まれる。10歳までこの地で暮らす。アイスランド北東部・ヴォプナフィヨルズル自治体で育つ。父は水産加工業に従事、トロール船も保有する。母と、少なくとも二人の兄弟がいる。
16歳から17歳にかけて、交換留学生として米国に学ぶ。
1988年5月23日、ミス・アイスランドで優勝、その年の11月17日に開催されたミス・ワールド1988で優勝。賞金3万ポンドを受け取る。身長170センチ、青い目にブロンド、はっきりした目鼻立ちと報道される。この時の肩書はホテルの受付嬢。
その後はBaðhúsiðという女性向けスパを20年以上にわたって経営、2014年12月10日に閉鎖する。
趣味はボディービル、水泳、オルガン。将来の夢は世界を旅行して歩くこと。ミス・ワールド優勝の特典である世界旅行には大喜びだった（毎日新聞による）。

## 関連書籍
- Linda Pétursdóttir; Reynir Traustason (2003) (アイスランド語). Linda: ljós og skuggar. Félag íslenskra bókaútgefenda. ISBN 9979-775-85-8 - 自伝